# Galgbacken, Hammarbyhöjden

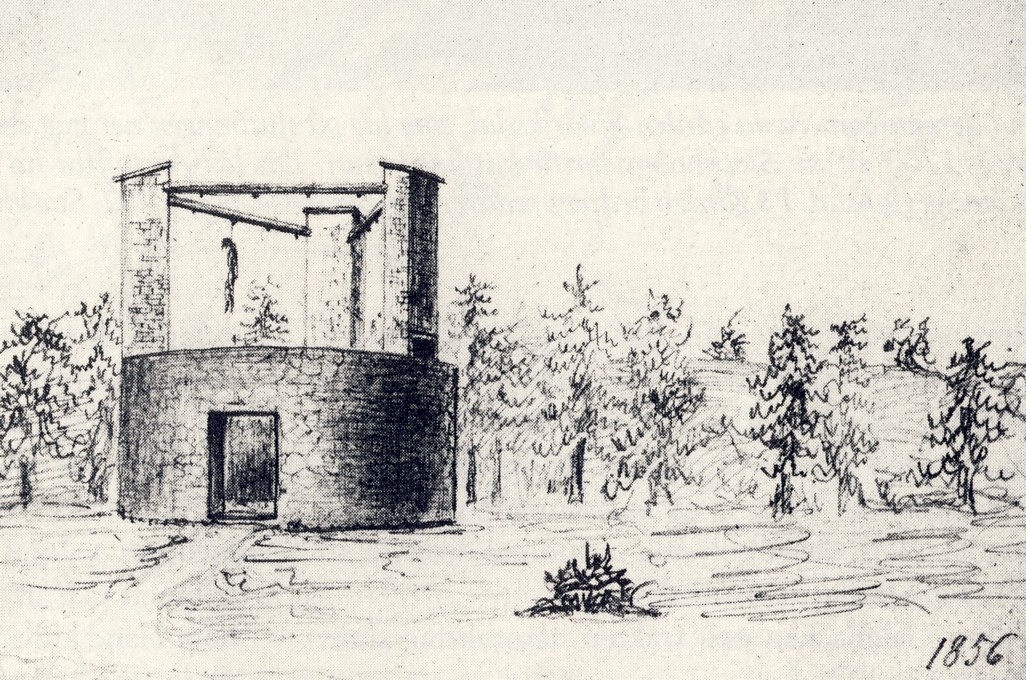
Skiss visande avrättningsplatsen 1856.

Galgbacken i Hammarbyhöjden var en galgbacke och Stockholms största och sista offentliga avrättningsplats. Själva galgen fanns i norra delen av Hammarbyhöjden på en liten kulle strax söder om Kalmgatan. Nedanför kullen vid dagens Solandergatan låg avrättningsplatsen där några stenar markerar platsen som numera är ett fast fornminne. Här ägde Stockholms sista offentliga avrättning rum.

## Historik

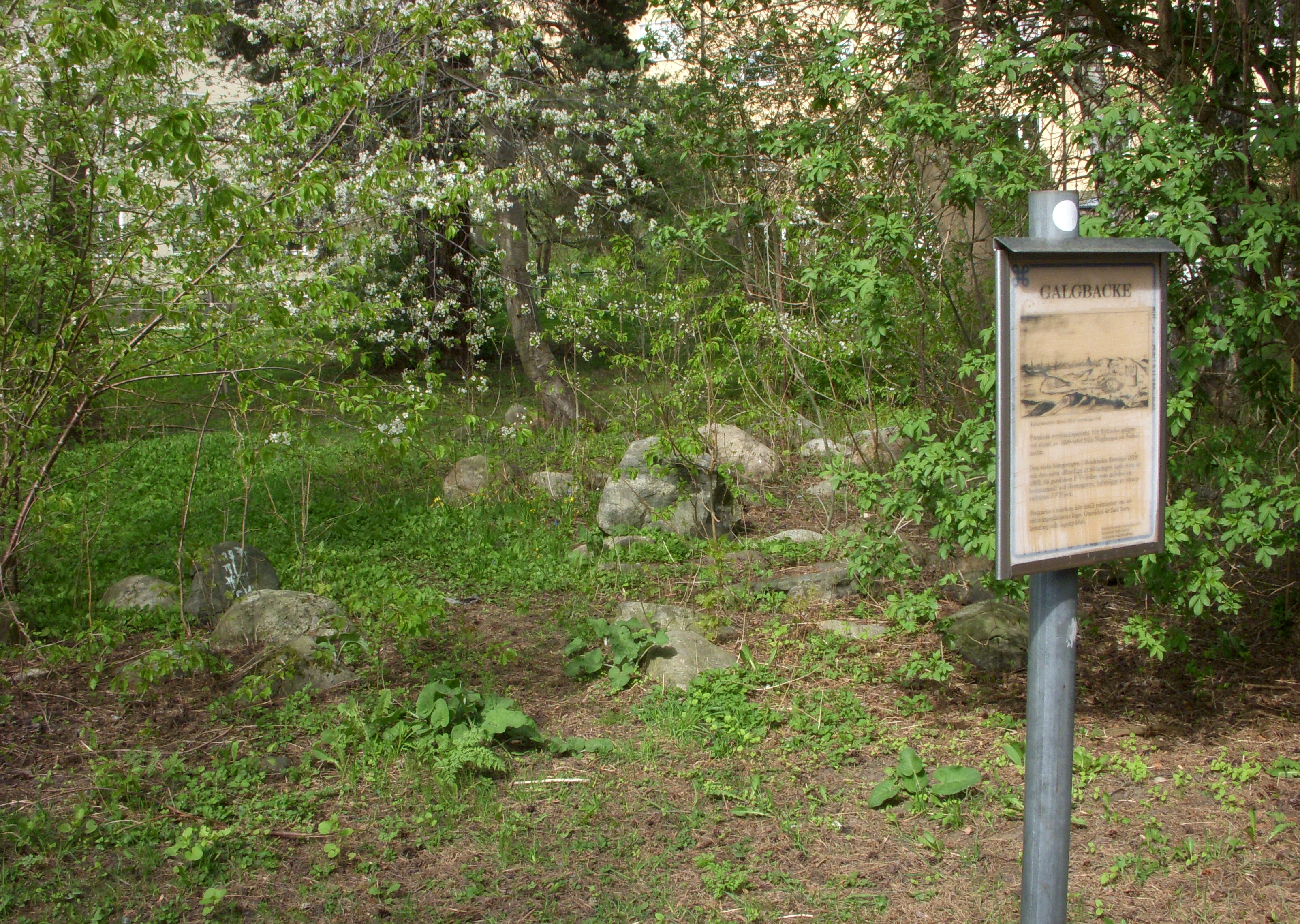
Avrättningsplatsen och infoskylt, 2012.

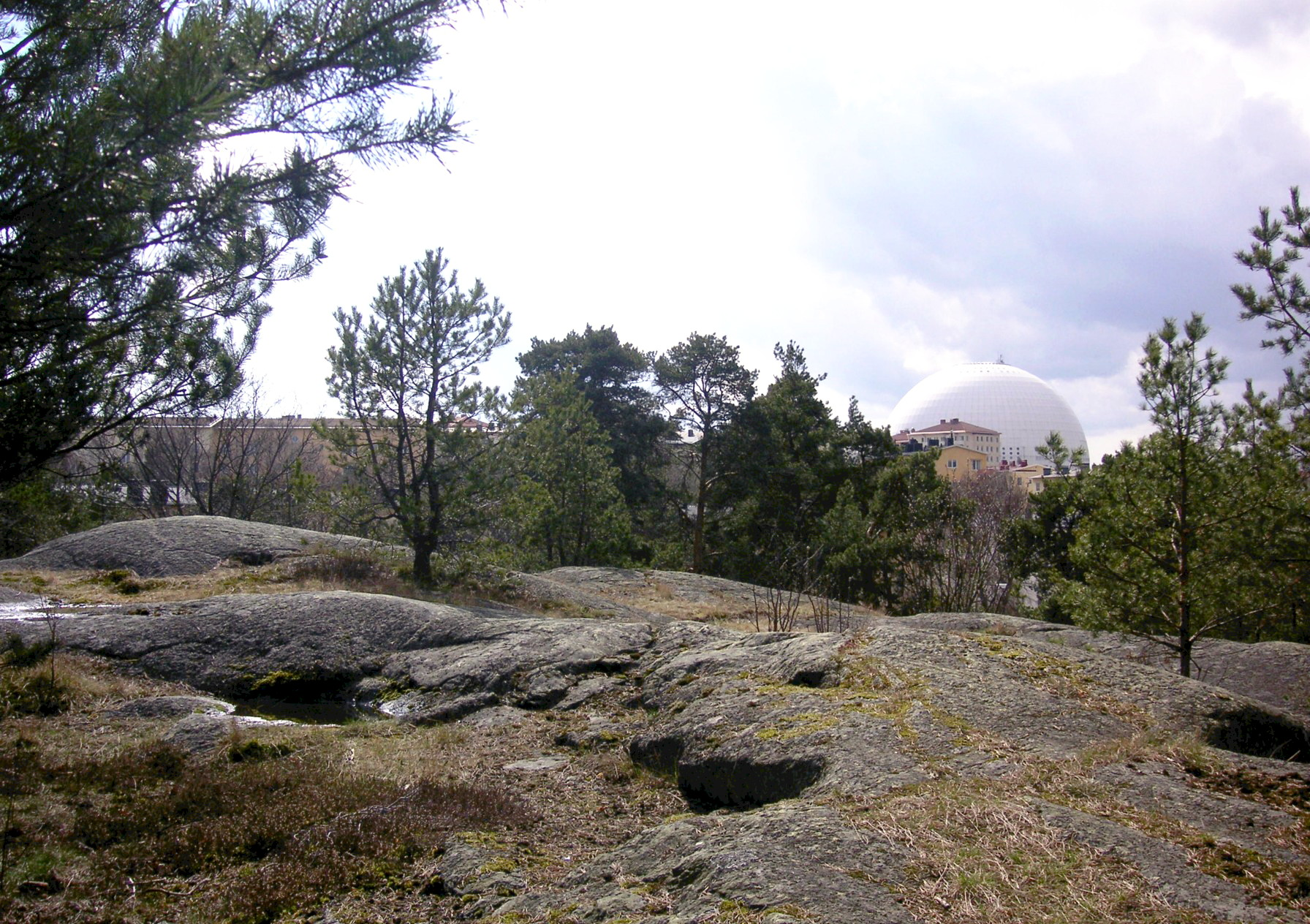
Galgbacken 2008 med Globen i bakgrunden.

Galgen i Hammarbyhöjden finns med på Gillis Schröders karta daterad 1689 och på Georg Biurmans karta från 1750-talet står det "Hammarbÿ" och "Galgen". Tidigare låg avrättningsplatsen sedan 1500-talet på Stigberget på Södermalm, men på 1600-talet flyttades den utanför tullen vid Skanstull. De dödsdömda fördes då till Galgbacken längs Götha vägen (idag Götgatan) och de ska ha fått en sista sup på Källaren Hamburg, som låg i hörnet av Götgatan - Folkungagatan.
Den 16 januari 1771 avrättades tjuven Jacob Guntlack, född 1744, genom hängning på galgbacken. På Galgbacken utfördes inte enbart hängningar. En annan historiskt känd person som avslutade sitt liv 1792 på Hammarbys Galgbacke var Gustav III:s mördare Jacob Johan Anckarström som blev avrättad genom halshuggning. Andra som miste livet här var baron von Görtz och prästen Peter Brenner den 4 juni 1720. Själva straffet utfördes av stadens skarprättare. 
Den sista hängningen ägde rum 1818 och den sista offentliga avrättningen i Stockholm företogs 1862 då gardisten Pehr Viktor Göthe blev halshuggen som straff för våldtäkt och mord på  butiksföreståndarinnan Anna Sofia Forssberg boende på Hornsgatan 7 (se Pehr Victor Göthes mord på Anna Sofia Forssberg). Själva avrättningen verkställdes av Stockholms officiella skarprättare Johan Fredrik Hjort och beskådades av drygt 4 000 personer.
Det sägs att byggnadsarbetarna hittade skelettdelar vid Galgbacken när bostadsområdet Hammarbyhöjden byggdes på 1930-talet, vilket de tvingades hålla tyst om för att inte skrämma bort de nya hyresgästerna.
Fram till mitten av 1980-talet fanns även en liten tvärgata till Kalmgatan med namnet "Galgbacken" som ledde fram till kullen, där Galgbacken en gång låg. Därifrån har man en vidsträckt utsikt över staden.